# Glypta yasumatsui
Glypta yasumatsui là một loài tò vò trong họ Ichneumonidae.